# Accord de libre-échange entre le Canada et la Corée du Sud
L'accord de libre-échange entre le Canada et la Corée du Sud (ALECC) est un accord de libre-échange signé le 11 mars 2014 par Stephen Harper et Park Geun-hye. Il entre en vigueur le 1er janvier 2015.
Les discussions pour cet accord ont démarré en 2005, pour se terminer en 2008. Un des points de négociations les plus difficiles a été les restrictions sud-coréennes sur l'importation de viande bovine.
L'accord porte tant sur les barrières tarifaires que non tarifaires, intégrant des garanties pour les investissements étrangers, la non-discrimination dans les marchés publics, etc. Dès son entrée en application, une très large partie des droits de douane entre les deux pays doit être supprimée pour à long terme supprimer près de 98 % des droits de douane entre les deux pays,.